# Alatoseta
Alatoseta là một chi thực vật có hoa trong họ Cúc (Asteraceae).

## Loài
Chi Alatoseta gồm các loài: